# Christoph Gregor Müller
Christoph Gregor Müller (* 24. April 1963 in Fulda) ist ein deutscher Geistlicher und römisch-katholischer Theologe. Er war langjähriger Rektor der Theologischen Fakultät Fulda.

## Leben
Christoph Gregor Müller studierte Katholische Theologie in Fulda und München. 1988 empfing er die Priesterweihe durch Erzbischof Johannes Dyba. Von 1989 bis 1990 war er Kaplan in der Pfarrei Herz Mariae in Kassel-Harleshausen. Neben seiner Tätigkeit als Schulpfarrer und Religionslehrer an der Marienschule in Fulda wurde er 1994 in Fulda mit der Arbeit Gottes Pflanzung - Gottes Bau - Gottes Tempel: die metaphorische Dimension paulinischer Gemeindetheologie in 1. Kor. 3,5-17 zum Dr. theol. promoviert. 2001 habilitierte er sich in Würzburg mit der Schrift Mehr als ein Prophet: die Charakterzeichnung Johannes des Täufers im lukanischen Erzählwerk.
Nach Lehrtätigkeiten an der Julius-Maximilians-Universität Würzburg (2001–2004) und der Westfälischen Wilhelms-Universität Münster (2001) sowie an der Philosophisch-Theologischen Hochschule St.-Georgen in Frankfurt am Main (2001–2004) übernahm er 2004/05 eine Professurvertretung für Neues Testament und seine Didaktik an der Universität Paderborn. 2004 wurde er an der Theologischen Fakultät Paderborn zum ordentlichen öffentlichen Professor für Exegese des Neuen Testaments ernannt. 2006 erfolgte die Ernennung zum ordentlichen Professor für Neutestamentliche Exegese, Neutestamentliche Einleitungswissenschaft und Bibelgriechisch in Fulda. 2007/08 war er Prorektor und 2008 wurde er zum Rektor der Theologischen Fakultät Fulda gewählt und 2010 bestätigt. 2012 übergab er das Amt an Bernd Willmes. 2016 wurde er wiederum als Rektor der Theologischen Fakultät Fulda gewählt. Nach insgesamt acht Jahren gab Müller das Amt des Rektors zum 1. Oktober 2020 an Bernd Dennemarck ab.
1997 wurde er von Kardinal-Großmeister Carlo Kardinal Furno zum Ritter des Päpstlichen Ritterordens vom Heiligen Grab zu Jerusalem ernannt und am 4. Oktober 1997 durch Anton Schlembach, Großprior der deutschen Statthalterei, investiert. Er war Prior der Komturei „Hrabanus Maurus“ Fulda und geistlicher Zeremoniar der Deutschen Statthalterei des Ritterordens sowie bis 2021 Prior der Ordensprovinz Rhein-Main.
Er ist seit 2004 Mitglied der „Studiorum Novi Testamenti Societas“. Er hat zahlreiche Werke zur Neutestamentlichen Exegese publiziert und ist seit 2013 Schriftleiter der „Biblischen Zeitschrift“.

## Ehrungen und Auszeichnungen
- Ritter vom Heiligen Grab (1997)
- Ernennung zum „Päpstlichen Ehrenkaplan“ (Monsignore) durch Papst Benedikt XVI. (2007)
- Ernennung zum Ehrendomkapitular in Fulda durch Bischof Heinz Josef Algermissen (2010)[6]
- Goldene Palme von Jerusalem (2014)[7]
- Goldene Verdienstmedaille des Lateinischen Patriarchen von Jerusalem (2015)[8]